# Puente de James Joyce
El Puente de James Joyce, también conocido en irlandés como Droichead Séamus Seoighe y en inglés como James Joyce Bridge, es un puente de carretera que atraviesa el río Liffey de Dublín, en Irlanda, diseñado por el arquitecto español Santiago Calatrava.
Se trata de un puente de un único vano de 40 metros de longitud (131 pies), atirantado a dos arcos inclinados simétricos.
El puente fue construido por la empresa constructora irlandesa Irishenco Construction, usando dovelas prefabricadas de acero de la empresa Harland and Wolff, de Belfast.
Recibe el nombre en honor a James Joyce, y fue inaugurado el 16 de junio de 2003, coincidiendo con el Bloomsday, evento anual que se celebra en honor a Leopold Bloom, principal personaje de Ulises, la novela de Joyce.